# 鯨魚座τe
鯨魚座τe（Tau Ceti e），即天倉五e，是一顆尚未確認的太陽系外行星，母恆星是類似太陽的鯨魚座恆星天倉五，距離地球約11.905光年，是距離母恆星第四遠的行星。

## 概要
鯨魚座τe 和天倉五的其他四顆行星，該顆行星是使用來自凱克望遠鏡的 HIRES、英澳行星搜尋計畫以及高精度徑向速度行星搜索器的資料進行恆星徑向速度變化的統計發現的。
該行星因為是位於天倉五的適居帶範圍內部較接近母恆星的位置而受到注意，它和母恆星的距離是0.552天文單位，相當於太陽系中水星和金星軌道之間，軌道週期168日。該行星可能是超級地球，質量下限是4.3倍地球質量。假設它是由岩石和水組成的話，體積可能是地球的1.8倍。但因為它和母恆星的距離，因此該型星可能和金星一樣有能引起強烈溫室效應的濃密大氣層，表面溫度可能達到70°C或343 K，而這種溫度下也許只有嗜熱生物能生存。